# Nicolás Mezquida
Nicolás Mezquida, vollständiger Name Gabriel Nicolás Mezquida Sero, (* 21. Januar 1992 in Paysandú) ist ein uruguayischer Fußballspieler.

## Karriere

### Verein
Mezquida, dessen Nachname auch in der Schreibweise Mesquida geführt wird, begann seine Karriere beim Club Atlético Peñarol in Montevideo, wo er in der Saison 2008/09 zum ersten Mal in der Profimannschaft eingesetzt wurde. Der deutsche Bundesligist FC Schalke 04 war im Besitz eines Vorkaufsrechts auf den in Uruguay seinerzeit als Ausnahmetalent geltenden Spieler. Im März 2011 schloss er sich jedoch auf Leihbasis dem norwegischen Verein Brann Bergen an, wo er am 20. März 2011 im Spiel gegen Rosenborg Trondheim debütierte. Anfang Mai 2011 zog er sich in einem Pokalspiel eine Knieverletzung zu, sodass er in der Tippeligaen nur wenige Spiele absolvieren konnte. Im August 2011 wechselte er innerhalb der Liga – und erneut auf Leihbasis – zum Lillestrøm SK. Bei den Norwegern bestritt er lediglich ein Ligaspiel und kehrte Ende Januar 2012 zu Peñarol zurück, wurde allerdings in der Primera División bei den Aurinegros nicht eingesetzt. Seit dem 15. März 2012 spielte er in der uruguayischen Primera División für Centro Atlético Fénix. Dort kam er in der Clausura der Spielzeit 2011/12 zu acht Ligaeinsätzen, wobei er viermal von Beginn an auflief. In der Saison 2012/13 absolvierte er bis zum Abschluss der Hinrunde sechs Erstligapartien und erzielte einen Treffer. Anfang März 2013 schloss der Spieler sich auf Leihbasis dem Zweitligisten Rampla Juniors an, für den er in der Folgezeit in der Spielzeit 2013/14 zehnmal in der Segunda División auflief und zwei Tore erzielte. Andere Quellen nennen als Einsatzzahlen 24 Spiele und sieben Treffer während seiner gesamten Zeit bei dem Zweitligisten. Es existieren Quellen, wonach er allerdings Mitte des Jahres zu Fénix zurückkehrte. Jedenfalls gehörte er aber ab Jahresbeginn 2014 wieder Fénix an. Anfang Februar 2014 schloss er sich – nach Angaben des kanadischen Klubs von Boston River kommend – dem kanadischen Franchise Vancouver Whitecaps an. Für die Kanadier absolvierte er nach Vereinsangaben bis zu seinem bislang letzten Einsatz am 23. Juli 2017 (Stand: 24. Juli 2017) 73 Ligaspiele (acht Tore) in der MLS. Auch lief er sechsmal (kein Tor) in der CONCACAF Champions League, neunmal (drei Tore) in der kanadischen Meisterschaft und einmal (kein Tor) für die Zweite Mannschaft in der USL auf. 2015 wurde er mit der Mannschaft Kanadischer Meister. Von 2018 bis 2022 spielte er dann für die Colorado Rapids und anschließend wechselte Mezquida nach Griechenland zum Volos NFC.

### Nationalmannschaft
Mezquida war Mitglied der von Fabián Coito trainierten uruguayischen U-15-Auswahl, die bei der U-15-Südamerikameisterschaft 2007 in Brasilien teilnahm und hinter dem Gastgeberland den zweiten Platz belegte. Er wurde Torschützenkönig mit fünf erzielten Treffern. Mezquida gehörte dem Aufgebot der uruguayischen U-17-Auswahl bei der U-17-Südamerikameisterschaft 2009 in Chile und bei der U-17-Fußball-Weltmeisterschaft 2009 in Nigeria an. Bei zwei WM-Einsätzen traf er einmal ins gegnerische Tor.

## Erfolge
- Kanadischer Meister: 2015

## Auszeichnungen
- Torschützenkönig der U-15-Südamerikameisterschaft: 2007 (5 Tore)